# Lee Kyun-young
Lee Kyun-young (nacido en 1951 y fallecido en 1996) es un escritor surcoreano.

## Biografía
Lee Kyun-young nació en 1953 en la provincia de Jeolla del Sur, Corea del Sur. Se graduó de la Universidad Hanyang y después trabajó como profesor de Historia Coreana en la Universidad femenina Dongguk. Ganó el Premio Literario Yi Sang en 1984. Sus trabajos más importantes son una recopilación de relatos titulada La luz distante (1986) y la novela El país de Lao-Tzu y Chuang-Tzu. Falleció en un accidente de tráfico en 1996.
Desde 1986 hasta su fallecimiento, fue editor de la publicación Crítica Histórica del Instituto de Investigaciones de Problemas Históricos. Se centró principalmente en el Movimiento por la independencia de Corea. Sus estudios sobre Singanhoe, un grupo independentista, que culminó en Estudio de Singanhoe (Singanhoe yeongu, 1993), le hizo conseguir el 8º Premio Educativo Danjae. Se lo considera la primera investigación imparcial sobre Singanhoe. 
En 1993 publicó la novela El país de Laozi y Zhuangzi (Nojawa jangjaui nara). Otra novela, Las hojas hacen luz de anhelos (Namunipdeureun grieun bulbiteul mandeunda), apareció en 1997 en el número de primavera de Literatura del mundo después de su muerte. 
Otras obras son los libros para niños Danza espeluznante (Museo-un chum, 1986) y El color del sueño del invierno (Gyeoul kkumui saeksang, 1986), además de una obra de investigación titulada Movimiento de educación patriótica durante el periodo del Imperio Daehan(Hanmal aeguk gyemong undong, 1991).
Su ficción tiene tres aspectos distintivos. Primero, suele centrarse en ser personas errantes que han sido desposeídas. Segundo, las historias suelen tener un estilo autobiográfico. Finalmente, como muchos escritores de su época, sus historias tienen un conocimiento profundo de la dolorosa historia de Corea.

## Obras

### Obras en coreano (lista parcial)
Académicas
- Estudio de Singanhoe (Singanhoe yeongu, 1993)
- Movimiento de educación patriótica durante el periodo del Imperio Daehan (Hanmal aeguk gyemong undong, 1991)

Novelas
- El país de Laozi y Zhuangzi (Nojawa jangjaui nara)
- Las hojas hacen luz de anhelos (Namunipdeureun grieun bulbiteul mandeunda)

Libros para niños
- Danza espeluznante (Museo-un chum, 1986)
- El color del sueño del invierno (Gyeoul kkumui saeksang, 1986)

Recopilaciones de relatos
- La luz distante (1986)